# Гренада на літніх Олімпійських іграх 1984
Гренада на літніх Олімпійських іграх 1984 року в Лос-Анджелесі (США) взяла участь вперше за свою історію. Країну представляли 6 спортсменів (5 чоловіків та 1 жінка), які брали участь у змаганнях з легкої атлетики та боксу. Країна не завоювала жодної медалі.

## Бокс
| Спортсмен      | Дисципліна | 1/32                        | 1/16                           | Чвертьфінал                      | Півфінал           | Фінал              | Фінал |
| Спортсмен      | Дисципліна | Суперник Результат          | Суперник Результат             | Суперник Результат               | Суперник Результат | Суперник Результат | Місце |
| -------------- | ---------- | --------------------------- | ------------------------------ | -------------------------------- | ------------------ | ------------------ | ----- |
| Емрол Філліп   | до 60 кг   | Bye                         | Джайнек Чіньянта (ZAM) L RSC-2 | не пройшов                       | не пройшов         | не пройшов         | 17    |
| Бернард Вілсон | до 67 кг   | Bye                         | Роланд Оморуї (NGR) W RSC-3    | Веса Тапані Коскела (SWE) L KO-3 | не пройшов         | не пройшов         | 9     |
| Кріс Коллінс   | до 75 кг   | Пауло Тувале (SAM) L RSC-1  | не пройшов                     | не пройшов                       | не пройшов         | не пройшов         | 17    |
| Ентоні Лонгдон | до 81 кг   | Ісмаїл Сальман (IRQ) L KO-2 | не пройшов                     | не пройшов                       | не пройшов         | не пройшов         | 17    |

## Легка атлетика
Трекові і шосейні дисципліни
| Спортсмен     | Дисципліна             | Кваліфікація/ гіт | Кваліфікація/ гіт | Чвертьфінал | Чвертьфінал | Півфінал   | Півфінал   | Фінал      | Фінал      |
| Спортсмен     | Дисципліна             | Результат         | Місце             | Результат   | Місце       | Результат  | Місце      | Результат  | Місце      |
| ------------- | ---------------------- | ----------------- | ----------------- | ----------- | ----------- | ---------- | ---------- | ---------- | ---------- |
| Самуель Савні | біг на 800 м, чоловіки | 1:53.08           | 49                | не пройшов  | не пройшов  | не пройшов | не пройшов | не пройшов | не пройшов |

Польові дисципліни
| Спортсмен           | Дисципліна               | Кваліфікація | Кваліфікація | Фінал      | Фінал      |
| Спортсмен           | Дисципліна               | Результат    | Місце        | Результат  | Місце      |
| ------------------- | ------------------------ | ------------ | ------------ | ---------- | ---------- |
| Джасінта Бартолом'ю | стрибки у довжину, жінки | 6,07         | 17           | не пройшла | не пройшла |